# Любомир Калчев
Любомир Михаилов Калчев е български лекоатлет и треньор.

## Биография
Роден е през 1942 година.
Завършва гимназия в Монтана и ВИФ – София. Републикански шампион по лека атлетика – бягане с препятствия.
Има богата треньорска биография – работи с националния младежки отбор по лека атлетика, помощник-треньор на футболния отбор „Левски-Спартак“ и продължително време като треньор на националния отбор по лека атлетика на Кувейт.